# Национальный зал славы изобретателей (США)
Национальный зал славы изобретателей (англ. National Inventors Hall of Fame) — американская некоммерческая организация, созданная в 1973 году для поощрения людей, внесших значительный вклад в прогресс технологий.
Также управляет музеем в г. Алегзандрия (Виргиния), и организует проведение программ развития творческого развития по всей территории США.

## История
Первоначально организация размещалась в здании Ведомства по патентам и товарным знакам США, Вашингтон.
После переезда Ведомства в Виргинию организация также переехала — в Алегзандрии разместился музей; штаб-квартира Зала славы — в Норс-Кантон, округ Старк, Огайо.
Ведомство по патентам и товарным знакам было и остается основным спонсором и партнером Зала славы.